# Кабинетный сельсовет
Кабинетный сельсовет — сельское поселение в Чулымском районе Новосибирской области Российской Федерации.
Административный центр — село Кабинетное.

## История
Статус и границы сельского поселения установлены Законом Новосибирской области от 2 июня 2004 года № 200-ОЗ «О статусе и границах муниципальных образований Новосибирской области»

## Население
| 2002  | 2010  | 2012  | 2013  | 2014  | 2015  | 2016  |
| ----- | ----- | ----- | ----- | ----- | ----- | ----- |
| 1645  | ↘1544 | ↘1520 | ↘1490 | ↘1473 | →1473 | ↘1462 |
| 2017  | 2018  | 2019  | 2020  | 2021  |       |       |
| ↗1470 | ↘1437 | ↘1393 | ↘1358 | ↘1327 |       |       |

## Состав сельского поселения
Гуськи — упразднённый в 2001 году посёлок.
| № | Населённый пункт                              | Тип населённого пункта       | Население |
| - | --------------------------------------------- | ---------------------------- | --------- |
| 1 | Илюшино                                       | посёлок                      | ↘74       |
| 2 | Кабинетное                                    | село, административный центр | ↗1090     |
| 3 | Кузнецкий                                     | посёлок                      | ↘221      |
| 4 | Остановочная Платформа 3221 км Большедорожное | населённый пункт             | →1        |
| 5 | Секты                                         | посёлок                      | ↘65       |
| 6 | Тихомировский                                 | посёлок                      | ↗93       |